# Jeździectwo na Letnich Igrzyskach Olimpijskich 2024 – ujeżdżenie indywidualnie
Ujeżdżenie indywidualnie podczas Letnich Igrzyskach Olimpijskich 2024 w Paryżu została rozegrana w dniach 30-31 lipca i 4 sierpnia w ogrodach Pałacu wersalskiego.

## Terminarz
| Data       | Godzina |                                     |
| ---------- | ------- | ----------------------------------- |
| 30 lipca   | 11:00   | Grand Prix                          |
| 31 lipca   | 10:00   | Grand Prix                          |
| 4 sierpnia | 10:00   | Finały – Grand Prix Program dowolny |

## Wyniki
Pierwszą częścią eliminacji jest Grand Prix. Zawodnicy zostali podzieleni na 6 grup. Dwóch najlepszych zawodników z każdej grupy awansowało do rozgrywki finałowej oraz sześciu z najlepszymi wynikami.
Wyniki poprzedniej części konkurencji nie są zaliczane w kolejnej części.

### Grand Prix
| Pozycja | Grupa | Jeździec                  | Kraj              | Koń                        | Wynik  | Uwagi |
| ------- | ----- | ------------------------- | ----------------- | -------------------------- | ------ | ----- |
| 1       | F     | Jessica von Bredow-Werndl | Niemcy            | TSF Dalera                 | 82.065 | Q     |
| 2       | D     | Cathrine Laudrup-Dufour   | Dania             | Freestyle                  | 80.792 | Q     |
| 3       | D     | Isabell Werth             | Niemcy            | Wendy                      | 78.913 | Q     |
| 4       | A     | Charlotte Fry             | Wielka Brytania   | Glamourdale                | 78.028 | Q     |
| 5       | A     | Nanna Skodborg Merrald    | Dania             | Zepter                     | 78.028 | Q     |
| 6       | A     | Dinja van Liere           | Holandia          | Hermes                     | 77.764 | Q     |
| 7       | A     | Carl Hester               | Wielka Brytania   | Fame                       | 77.345 | Q     |
| 8       | B     | Daniel Bachmann Andersen  | Dania             | Vayron                     | 76.910 | Q     |
| 9       | D     | Isabel Freese             | Norwegia          | Total Hope                 | 76.817 | Q     |
| 10      | B     | Frederic Wandres          | Niemcy            | Bluetooth                  | 76.118 | Q     |
| 11      | C     | Becky Moody               | Wielka Brytania   | Jagerbomb                  | 74.938 | Q     |
| 12      | E     | Emmelie Scholtens         | Holandia          | Indian Rock                | 74.581 | Q     |
| 13      | C     | Patrik Kittel             | Szwecja           | Touchdown                  | 74.317 | Q     |
| 14      | E     | Victoria Max-Theurer      | Austria           | FH Abbeglen                | 74.301 | Q     |
| 15      | E     | Therese Nilshagen         | Szwecja           | Dante Weltino              | 73.991 | Q     |
| 16      | F     | Pauline Basquin           | Francja           | Sertorius de Rima Z        | 73.711 | Q     |
| 17      | B     | Emma Kanerva              | Finlandia         | Greek Air                  | 73.680 | Q     |
| 18      | E     | Sandra Sysojeva           | Polska            | Maxima Bella               | 73.416 | Q     |
| 19      | B     | Flore de Winne            | Belgia            | Flynn FRH                  | 73.028 |       |
| 20      | C     | Adrienne Lyle             | Stany Zjednoczone | Helix                      | 72.593 |       |
| 21      | F     | Hans Peter Minderhoud     | Holandia          | Toto Jr.                   | 72.578 |       |
| 22      | D     | Domien Michiels           | Belgia            | Intermezzo V/H Meerdaalhof | 72.531 |       |
| 23      | C     | Larissa Pauluis           | Belgia            | Flambeau                   | 72.127 |       |
| 24      | F     | Nicolas Wagner            | Luksemburg        | Quarter Back Junior FRH    | 71.988 |       |
| 25      | B     | Juliette Ramel            | Szwecja           | Buriël K.H.                | 71.553 |       |
| 26      | D     | Florian Bacher            | Austria           | Escorial                   | 71.009 |       |
| 27      | E     | Julio Mendoza Loor        | Ekwador           | Goldstrike                 | 70.839 |       |
| 28      | F     | Borja Carrascosa          | Hiszpania         | Frizzantino FRH            | 70.823 |       |
| 29      | A     | Corentin Pottier          | Francja           | Gotilas du Feauillard      | 70.683 |       |
| 30      | D     | Henri Ruoste              | Finlandia         | Tiffanys Diamond           | 70.621 |       |
| 31      | E     | Alexandre Ayache          | Francja           | Jolene                     | 70.279 |       |
| 32      | F     | Simone Pearce             | Australia         | Destano                    | 70.171 |       |
| 33      | A     | João Oliva                | Brazylia          | Feel Good VO               | 70.093 |       |
| 34      | C     | Hwang Young-shik          | Korea Południowa  | Delmonte 7                 | 70.000 |       |
| 35      | E     | William Matthew           | Australia         | Mysterious Star            | 69.953 |       |
| 36      | C     | Claudio Castilla Ruiz     | Hiszpania         | Hi-Rico Do Sobral          | 69.829 |       |
| 37      | B     | Abigail Lyle              | Irlandia          | Giraldo                    | 69.441 |       |
| 38      | A     | Justina Vanagaite         | Litwa             | Nabab                      | 69.208 |       |
| 39      | A     | Jayden Brown              | Australia         | Quincy B                   | 68.991 |       |
| 40      | F     | Melissa Galloway          | Nowa Zelandia     | Windermere J'Obei W        | 68.913 |       |
| 41      | A     | Naima Moreira Laliberte   | Kanada            | Statesman                  | 68.711 |       |
| 42      | D     | Yessin Rahmouni           | Maroko            | All At Once                | 68.696 |       |
| 43      | F     | Camille Carier Bergeron   | Kanada            | Finnländerin               | 68.338 |       |
| 44      | E     | Rita Ralao Duarte         | Portugalia        | Irao                       | 68.261 |       |
| 45      | A     | Stefan Lehfellner         | Austria           | Roberto Carlos MT          | 68.183 |       |
| 46      | B     | Patricia Ferrando         | Wenezuela         | Honnaisseur                | 67.143 |       |
| 47      | B     | Katarzyna Milczarek       | Polska            | Guapo                      | 66.910 |       |
| 48      | B     | António do Vale           | Portugalia        | Fine Fellow H              | 66.910 |       |
| 49      | C     | Chris von Martels         | Kanada            | Eclips                     | 66.863 |       |
| 50      | C     | Maria Caetano             | Portugalia        | Hit Plus                   | 66.630 |       |
| 51      | F     | Steffen Peters            | Stany Zjednoczone | Suppenkasper               | 66.490 |       |
| 52      | D     | Anush Agarwalla           | Indie             | Sir Caramello OLD          | 66.444 |       |
| 53      | C     | Alisa Glinka              | Mołdawia          | Abercrombie                | 66.056 |       |
| 54      | E     | Joanna Robinson           | Finlandia         | Glamouraline               | 65.630 |       |
| 55      | C     | Andrina Suter             | Szwajcaria        | Fibonacci                  | 65.590 |       |
| 56      | A     | Caroline Chew             | Singapur          | Zatchmo                    | 63.351 |       |
| 57      | E     | Yvonne Losos de Muniz     | Dominikana        | Aquamarijn                 | 61.211 |       |
| 58      | D     | Juan Antonio Jiménez      | Hiszpania         | Euclides MOR               | 60.171 |       |
| 59      | F     | Aleksandra Szulc          | Polska            | Breakdance                 | 60.078 |       |
| -       | B     | Marcus Orlob              | Stany Zjednoczone | Jane                       | EL     | EL    |

### Grand Prix Program dowolny
| Pozycja | Jeździec                  | Kraj            | Koń                 | Wynik  |
| ------- | ------------------------- | --------------- | ------------------- | ------ |
| złoto   | Jessica von Bredow-Werndl | Niemcy          | TSF Dalera          | 90.093 |
| srebro  | Isabell Werth             | Niemcy          | Wendy               | 89.614 |
| brąz    | Charlotte Fry             | Wielka Brytania | Glamourdale         | 88.971 |
| 4       | Dinja van Liere           | Holandia        | Hermes              | 88.432 |
| 5       | Cathrine Laudrup-Dufour   | Dania           | Freestyle           | 88.093 |
| 6       | Carl Hester               | Wielka Brytania | Fame                | 85.161 |
| 7       | Daniel Bachmann Andersen  | Dania           | Vayron              | 84.850 |
| 8       | Becky Moody               | Wielka Brytania | Jagerbomb           | 84.357 |
| 9       | Nanna Skodborg Merrald    | Dania           | Zepter              | 83.293 |
| 10      | Isabel Freese             | Norwegia        | Total Hope OLD      | 83.050 |
| 11      | Emmelie Scholtens         | Holandia        | Indian Rock         | 81.750 |
| 12      | Emma Kanerva              | Finlandia       | Greek Air           | 81.607 |
| 13      | Frederic Wandres          | Niemcy          | Bluetooth OLD       | 81.350 |
| 14      | Patrik Kittel             | Szwecja         | Touchdown           | 80.854 |
| 15      | Sandra Sysojeva           | Polska          | Maxima Bella        | 80.075 |
| 16      | Pauline Basquin           | Francja         | Sertorius de Rima Z | 79.118 |
| 17      | Victoria Max-Theurer      | Austria         | Abbeglen FH NRW     | 75.375 |
| 18      | Therese Nilshagen         | Szwecja         | Dante Welting OLD   | 74.714 |